# Репнино
Репнино — село в Болховском районе Орловской области России. Входит в состав Михнёвского сельского поселения.

## География
Село находится в северной части Орловской области, в лесостепной зоне, в пределах центральной части Среднерусской возвышенности, на берегах реки Машок (западнее устья), вблизи места впадения в неё реки Рог, на расстоянии примерно 9 километров (по прямой) к северо-востоку от города Болхова, административного центра района. Абсолютная высота — 172 метра над уровнем моря.
Часовой пояс
Село Репнино, как и вся Орловская область, находится в часовой зоне МСК (московское время). Смещение применяемого времени относительно UTC составляет +3:00.

## Население
| 2002 | 2010 |
| ---- | ---- |
| 269  | ↘231 |

Половой состав
По данным Всероссийской переписи населения 2010 года в гендерной структуре населения мужчины составляли 46,8 %, женщины — соответственно 53,2 %.
Национальный состав
Согласно результатам переписи 2002 года, в национальной структуре населения русские составляли 89 % из 269 чел.

## Улицы
Уличная сеть села состоит из десяти улиц.

## Великая Отечественная война
В посёлке расположена братская могила, в которой захоронены 664 защитника родины.
Примерное расположение: В Репнино после железного моста в горку и сразу направо. Через 150 м.
В братской могиле захоронены воины из 12-й гв.сд, 11-й, 97-й, 415-й сд, 116-й морсбр. Также перезахоронены воины из деревень Блошня, Бушнево, Брешино, Бешкино, Мельница, Морозово, Гяплово, Н.Никольская, Ст.Мельница, поселков Ново-Георгиевский, Слободка.